# Prefix telefonic 618 (Statele Unite ale Americii)

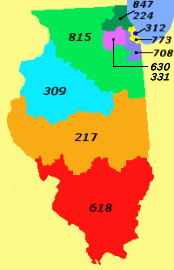
Prefixele telefonice folosite în statul.

Prefixul telefonic 618, conform originalului din limba engleză, Area code 618, este unul din cele 12 prefixe telefonice din statul Illinois deservind sudul statului (în engleză, Southern Illinois).
Câteva din propunerile din ultimul timp au implicat fie reducerea suprafeței acoperită de area code 618, fie suprapunerea peste zona acoperită de acest prefix al unui altuia. Cea mai recentă propunere a fost adăugarea prefixului telefonic 730, care ar urma să acopere aceeași suprafață.

## Localități deservite de prefixul telefonic 618
| - Albion - Altamont - Alton - Anna - Ashley - Ava - Beckemyer - Belleville - Benld - Benton - Bethalto - Breese - Brighton - Brookport - Bunker Hill - Cairo - Carbondale - Carlyle - Carmi - Caseyville | - Carterville - Centralia - Centreville - Chester - Christopher - Collinsville - Columbia - Creal Springs - Dahlgren - Du Quoin - East St. Louis - Edwardsville - Eldorado - Fairfield - Fairview Heights - Flora - Freeburg - Golconda - Grafton - Grand Tower | - Granite City - Grayville - Greenville - Harrisburg - Herrin - Highland - Hurst - Jerseyville - Johnston City - Jonesboro - Kinmundy - Lawrenceville - Lebanon - Madison - Marion - Mascoutah - McLeansboro - Metropolis - Mound City - Mounds | - Mount Carmel - Mount Olive - Mount Vernon - Murphysboro - New Athens - Newton - Nashville - Nason - O'Fallon - Oakdale - Okawville - Olney - Orient - Pinckneyville - Red Bud - Robinson - Rosiclare - Salem - Sesser - Shawneetown | - Smithton - Sparta - St. Elmo - St. Francisville - Staunton - Sumner - Swansea - Tamms - Trenton - Troy - Vandalia - Venice - Vienna - Wamac - Washington Park - Waterloo - West Frankfort - Wood River - Zeigler |